# Zlatá Idka
Zlatá Idka (ungarisch Aranyida) ist eine Gemeinde im Osten der Slowakei mit 432 Einwohnern (Stand 31. Dezember 2024). Sie liegt im Okres Košice-okolie, einem Teil des Košický kraj.

## Geografie
Zlatá Idka liegt an der oberen Ida, etwa 25 Kilometer westlich von Košice im Slowakischen Erzgebirge. Das 16,87 km² umfassende Gemeindegebiet wird von dichten Wäldern geprägt. Im Norden der Gemeinde erreichen mehrere Berggipfel Höhen von über 900 Metern über dem Meer:
- Biely kameň (1135 m n.m.)
- Rozsypaný kameň (1060 m n.m.)
- Golgota (1040 m n.m.)
- Zlatoidské lúky (980 m n.m.)
- Odbočka k vyhliadke (980 m n.m.)

Umgeben wird Zlatá Idka von den Nachbargemeinden Kojšov im Norden, Košická Belá im Nordosten, Vyšný Klátov und Hýľov im Osten, Nováčany und Rudník im Süden sowie Poproč im Westen.

## Bevölkerung
| Jahr                | 1994 | 2004    | 2014     | 2024    |
| ------------------- | ---- | ------- | -------- | ------- |
| Anzahl der Personen | 358  | 345     | 399      | 432     |
| Unterschied         |      | −3,63 % | +15,65 % | +8,27 % |

| Jahr                | 2023 | 2024    |
| ------------------- | ---- | ------- |
| Anzahl der Personen | 412  | 432     |
| Unterschied         |      | +4,85 % |

## Ortsname
Der Name des Dorfes entwickelte sich von cives et hospites ac montani de eadem Ida im Jahr 1359 über Cives de Ida Banya (1440), Aran Ida (1564), Aranyda (1602), Aranidka (1622), Arany Nitka (1707), Arany-Idka (1806) zum slowakischen Zlatá Idka und ungarischen Arany Idka (seit 1851). Übersetzt heißt Zlatá Idka Goldene Ida oder Goldida, wobei Idka die Verkleinerungsform des Flusses Ida ist und den (kleinen) Bergbach Ida meint.
Zlatá Idka wurde im frühen 14. Jahrhundert auf dem ursprünglichen „großen Land von Ida“ besiedelt, dessen Territorium sich im Kataster von Hýľov befand. 1332 kam es zu Streitigkeiten über die Neusiedler aus dem deutschsprachigen Raum und um das Gebiet von Hýľov. Zu dieser Zeit reichte das Gebiet von Hýľov bis an die Grenzen der Gemarkung von Gelnica. In der Streitentscheidung hieß es, dass beide Seiten den Reichtum zu gleichen Teilen teilen sollten, wenn im umstrittenen Gebiet Eisen-, Silber-, Kupfererz oder Gold gefunden werden sollte. Es wurde Gold gefunden und gewaschen und Bergleute trieben erste Stollen in das Gestein, um die Silberadern auszubeuten. In einem Dokument aus dem Jahr 1359 beklagten sich die Mönche des Klosters Jasov, dass die Siedler Teile ihres Eigentums im Bereich Ida Bana besetzten. Die Bergleute eröffneten an verschiedenen Stellen Minenschächte, legten Rodungsinseln an und bauten Unterkunftsgebäude. Diese lose Struktur ist noch heute an den verstreuten Ortsteilen von Zlatá Idka ablesbar. Erst mit dem Bau der Kirche im 18. Jahrhundert entwickelte sich eine Art Dorfkern. Nach dem Niedergang der ersten Bergbauperiode verließen die deutschen Bergleute im 16. Jahrhundert die Gegend. Neue, unter anderem auch wieder deutschsprachige aber vor allem slowakische Siedler widmeten sich nunmehr dem Holzeinschlag oder der Landwirtschaft auf den wenigen kargen Böden. Die Haupternährungsgrundlage wurde allmählich die Viehzucht. Zlatá Idka war dann im Jahr 1696 ein rein slowakisches Dorf. Bis ins 20. Jahrhundert hinein gab es immer wieder kurze Bergbau-Perioden.

## Sehenswürdigkeiten
- Römisch-katholische Pfarrkirche Allerheiligen (Rímskokatolícky kostol Všetkých svätých) mit einer Statue des Hl. Clemens, 1768 anstelle einer hölzernen Vorgängerkirche auf Kosten der Minenarbeiter errichtet, nach dem Ersten Weltkrieg rekonstruiert[5]
- alter Stolleneingang an der westlichen Ortsumfahrung
- Skigebiet „Erika“ mit fünf Liften und mehreren Pisten

Kirche Allerheiligen
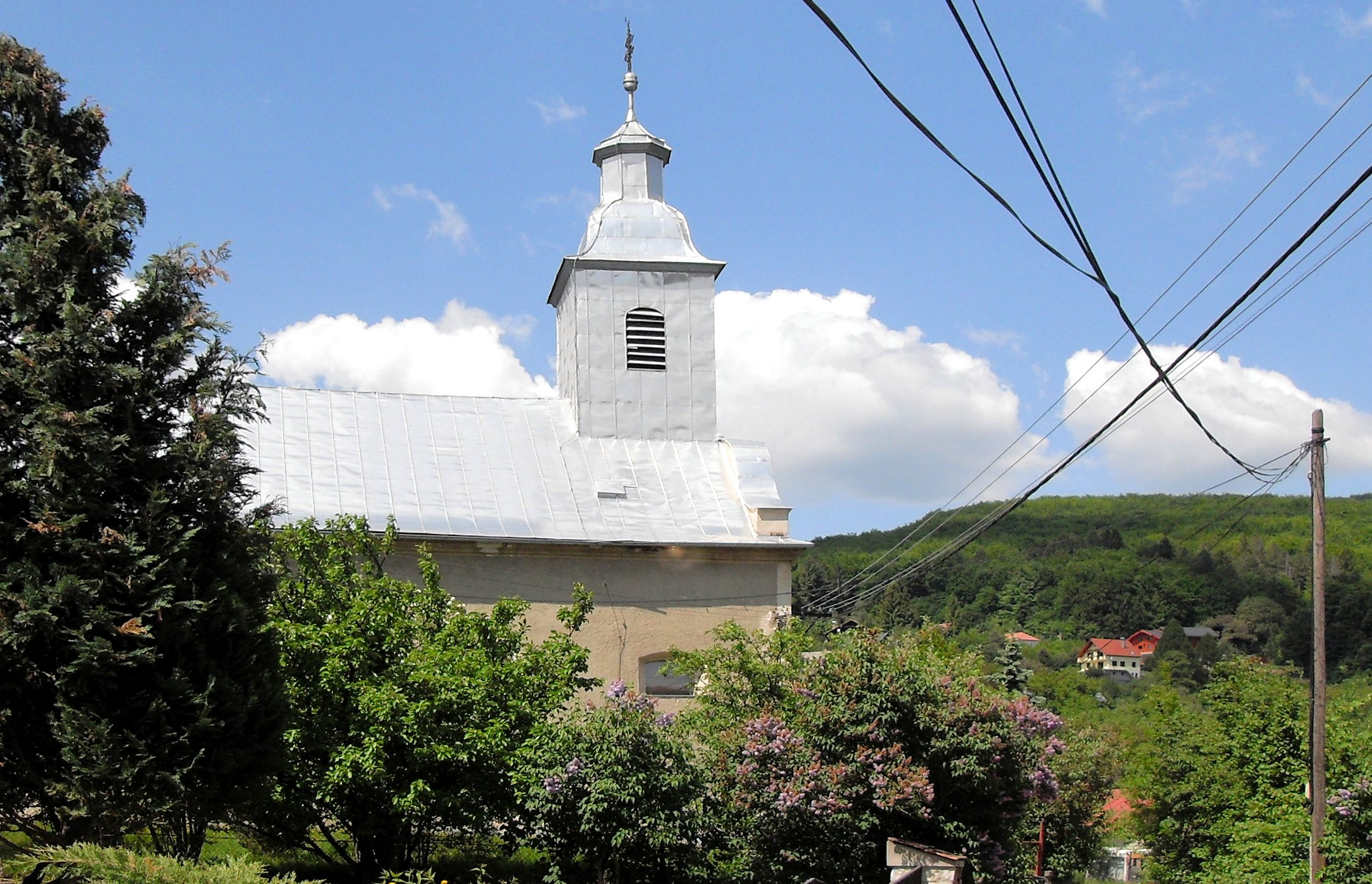
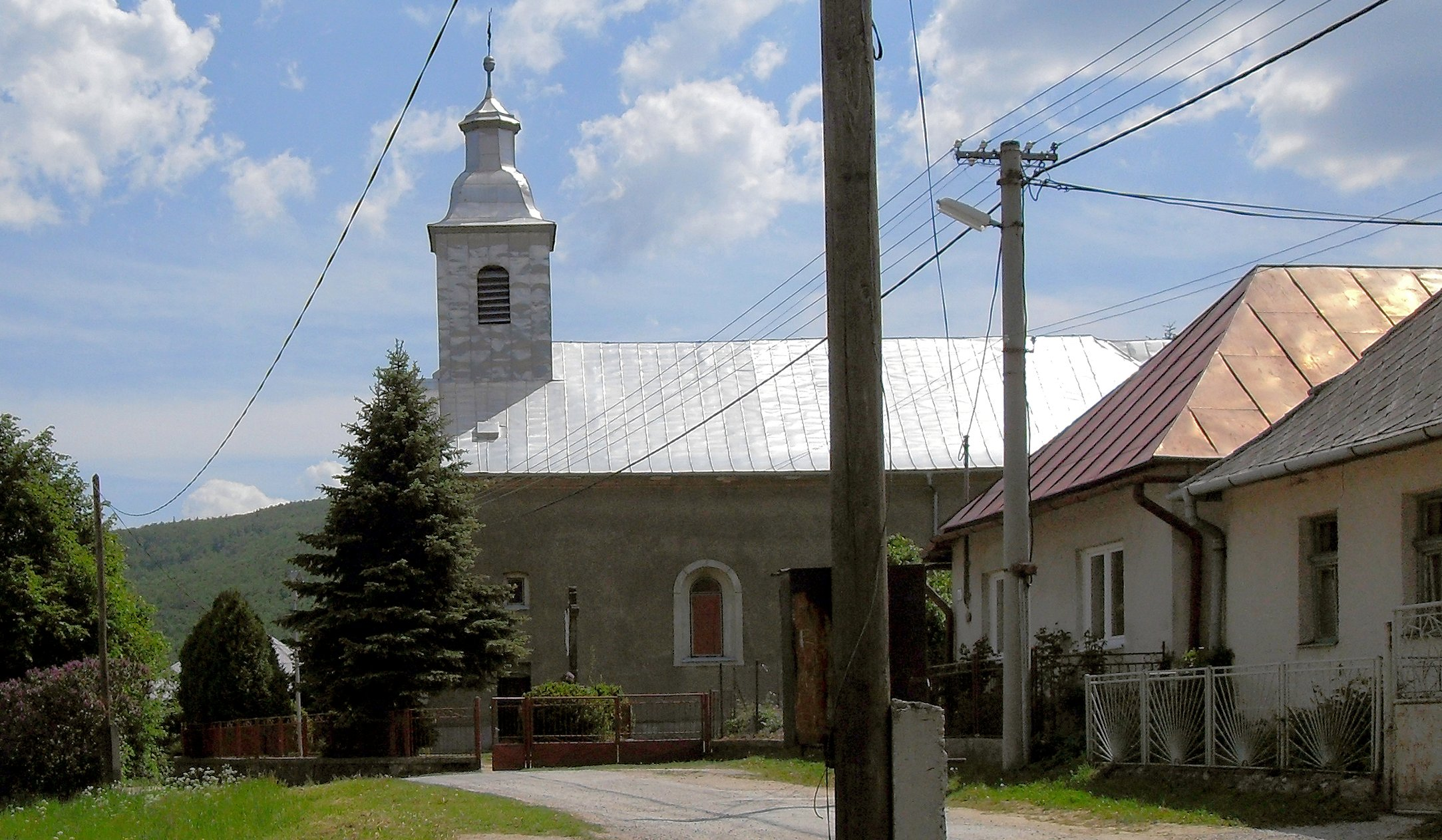

## Wirtschaft
Nach dem Ende des Bergbaus spielte die Land- und Forstwirtschaft eine wichtige Rolle in Zlatá Idka. Viele Pendler arbeiten in den in und um Košice ansässigen Industrie- und Dienstleistungsbetrieben. Inzwischen gibt es mehr Wochenendhäuser von Košicer Einwohnern als Häuser der Einheimischen. Die Gemeinde lebt vor allem in der Wintersaison durch die Skilifte und guten Pisten von den Einnahmes des Wintersport-Tourismus. In Zlatá Idka gibt es eine Schule, ein Postamt, eine Gaststätte und Lebensmittelgeschäfte.

Skigebiet „Erika“
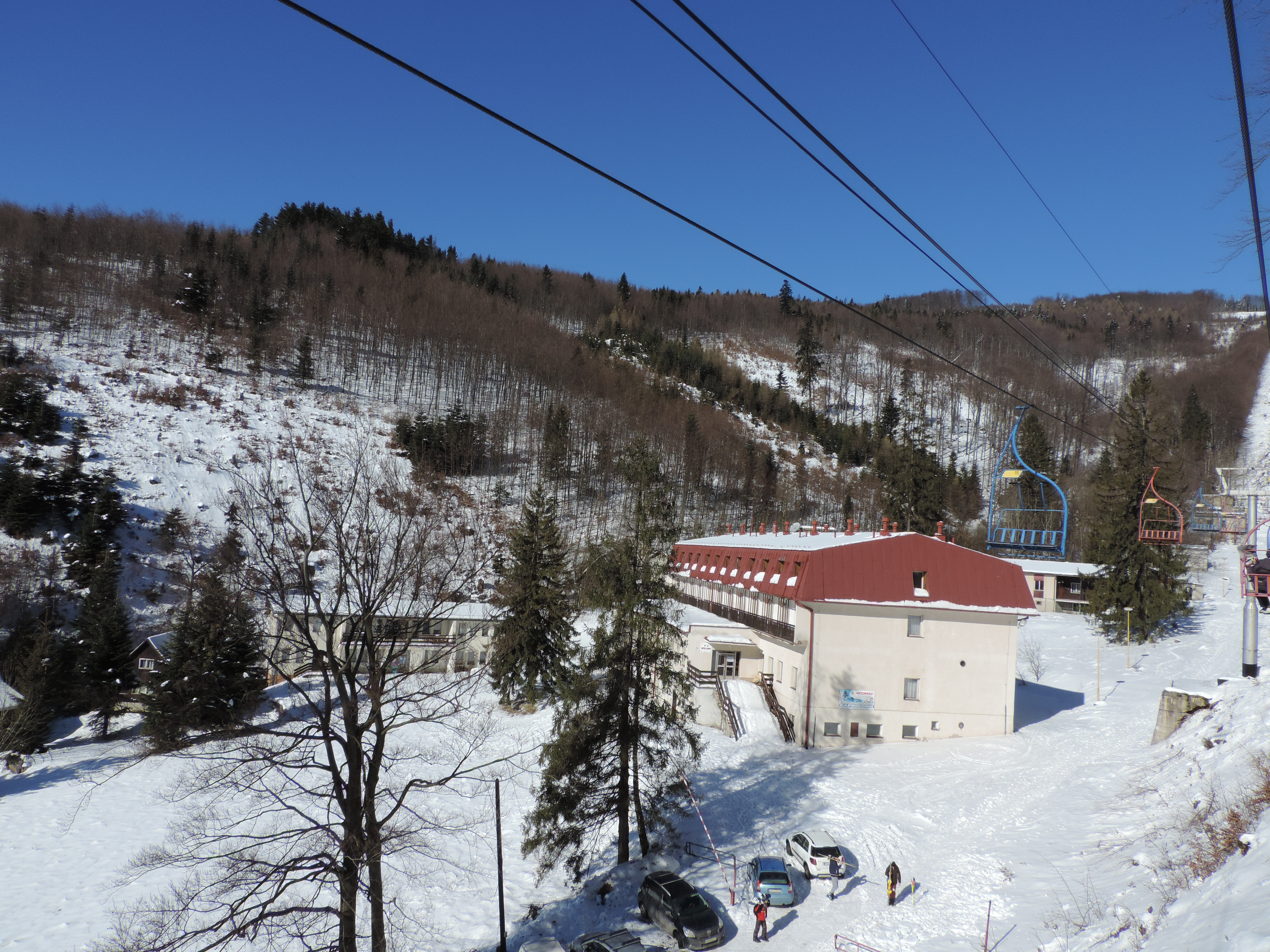
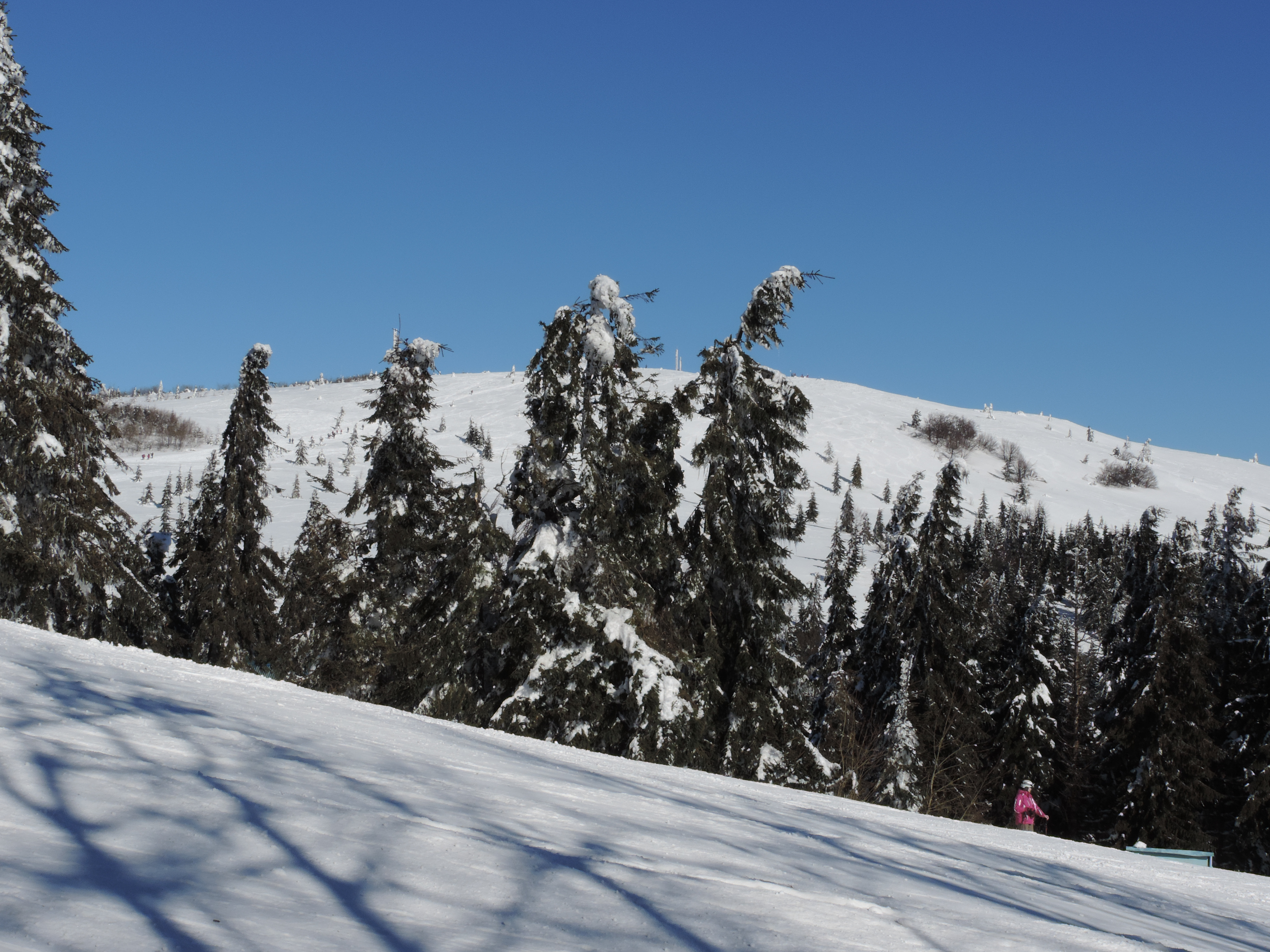
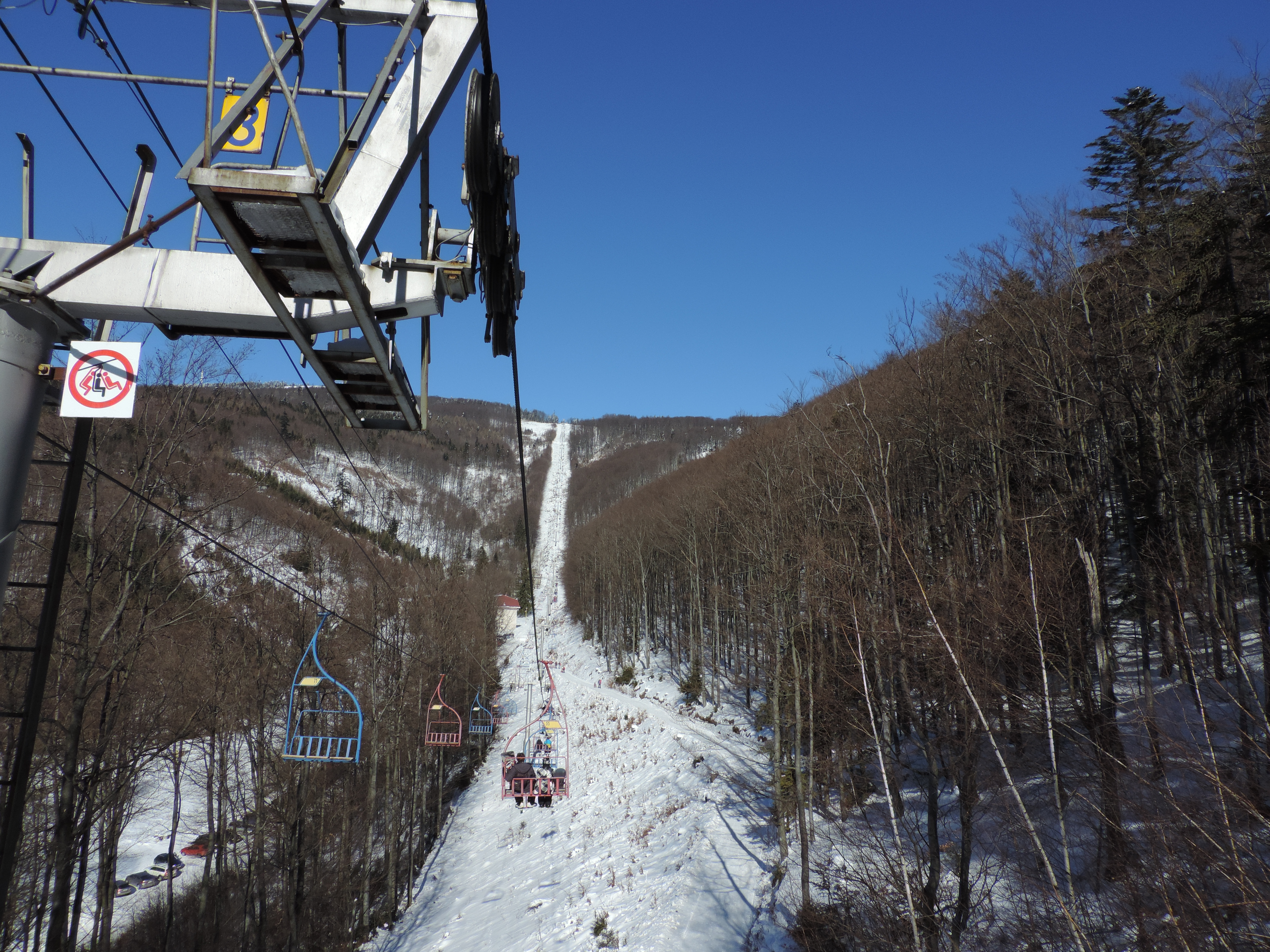
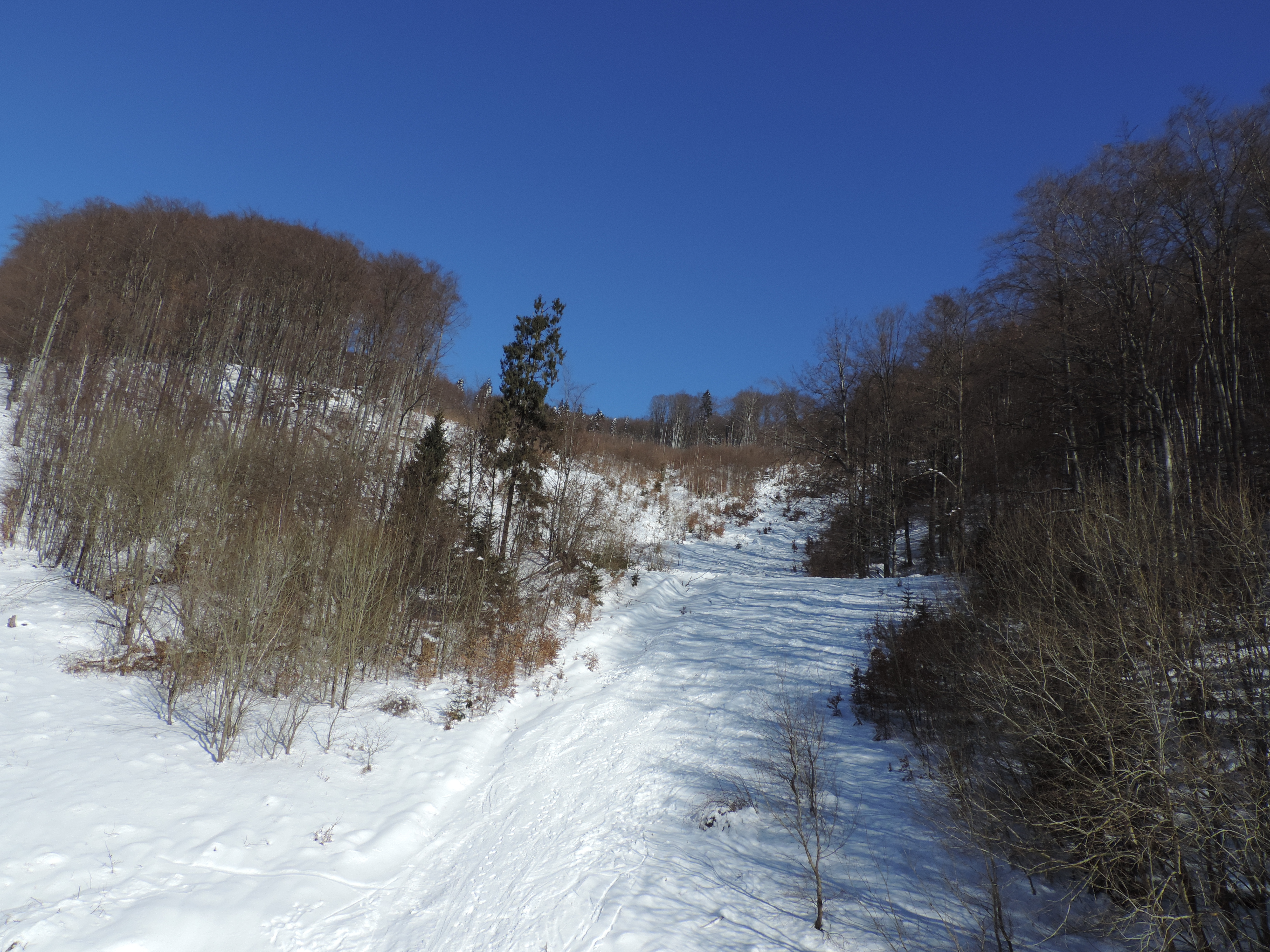
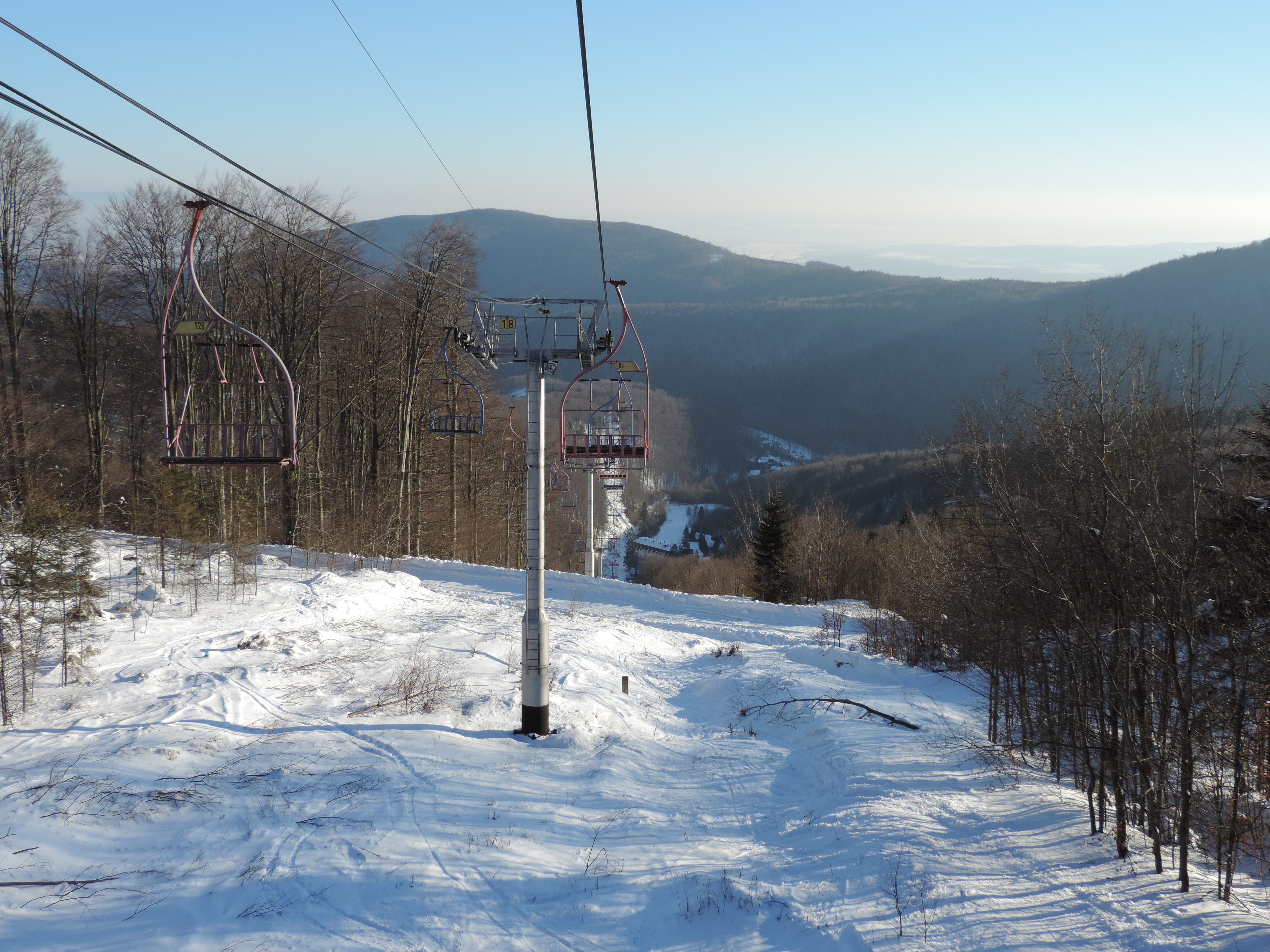

## Belege
1. ↑  Hustota obyvateľstva - obce [om7014rr_obc=AREAS_SK, v_om7014rr_ukaz=Rozloha (Štvorcový meter)]. Statistical Office of the Slovak Republic, 31. März 2025, abgerufen am 31. März 2025 (slowakisch).
2. ↑  Počet obyvateľov podľa pohlavia - obce (ročne) [om7101rr_obce=AREAS_SK]. Statistical Office of the Slovak Republic, 31. März 2025, abgerufen am 31. März 2025 (slowakisch).
3. 1 2  Počet obyvateľov podľa pohlavia - obce (ročne) [om7101rr_obce=AREAS_SK]. Statistical Office of the Slovak Republic, 31. März 2025, abgerufen am 31. März 2025 (slowakisch).
4. ↑  Zlatá Idka auf cassovia.sk (slowakisch)
5. ↑  Kirche auf pamiatkynaslovensku.sk (slöwakisch)